# Henry Baldwin (Richter)

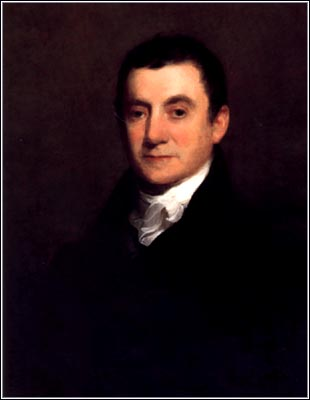
Henry Baldwin

Henry Baldwin (* 14. Januar 1780 in New Haven, Connecticut; † 21. April 1844 in Philadelphia, Pennsylvania) war ein US-amerikanischer Politiker (Demokratisch-Republikanische Partei) und Jurist. Er fungierte als Richter am Obersten Gerichtshof der Vereinigten Staaten.

## Biografie
Nach dem Besuch der Hopkins School in New Haven begann der Halbbruder von Abraham Baldwin, einem der Gründerväter der Vereinigten Staaten, 1793 ein Studium an der Yale University, das er 1797 abschloss. Nachdem er 1798 die anwaltliche Zulassung in Pennsylvania erhalten hatte, nahm er eine Tätigkeit als Rechtsanwalt auf. Am 4. März 1817 wurde der Freimaurer Baldwin als Vertreter des 14. Kongresswahlbezirks von Pennsylvania Mitglied im Repräsentantenhaus der Vereinigten Staaten. Dieses Mandat übte er nach einigen Wiederwahlen bis zu seinem Rücktritt am 8. Mai 1822 aus.
Nach dem Tode von Bushrod Washington am 26. November 1829 wurde er als dessen Nachfolger von US-Präsident Andrew Jackson am 18. Januar 1830 zum Beisitzenden Richter (Associate Justice) an den Obersten Gerichtshof der Vereinigten Staaten berufen und bekleidete dieses Amt bis zu seinem Tode 14 Jahre lang.
Während seiner Tätigkeit am Obersten Gerichtshof wurden zwei bedeutende Entscheidungen getroffen:
- Im Verfahren Worcester v. Georgia von 1832 vertrat er eine abweichende Meinung. Das Verfahren zählt zu den wichtigsten Entscheidungen, da sich der Gerichtshof hier zum ersten Mal mit dem Rechtsstatus indigener Völker innerhalb der Vereinigten Staaten von Amerika auseinandersetzt. Dabei entschied das Gericht, dass es den Gliedstaaten nicht gestattet ist, Regelungen über die Beziehungen zu indigenen Völkern zu treffen, sondern die Kompetenz hierfür allein beim Bund liegt.

- Im Verfahren Barron v. Baltimore von 1833, das den Präzedenzfall für die Frage bildete, ob die Bill of Rights auch im Verhältnis zwischen Bürger und Bundesstaat anwendbar sind, schloss er sich der von Chief Justice John Marshall verfassten Mehrheitsmeinung an.

1837 veröffentlichte Baldwin A General View of the Origin and Nature of the Constitution and Government of the United States. Nachfolger als Richter am US Supreme Court wurde erst zwei Jahre nach seinem Tode Robert Cooper Grier.
1838 wurde er zum Mitglied der American Philosophical Society gewählt.